# Miguel Gomes
Miguel Gomes (ur. 1972 w Lizbonie) – portugalski reżyser, scenarzysta i montażysta filmowy.
Studiował reżyserię w Lizbońskiej Szkole Teatralno-Filmowej (Escola Superior de Teatro e Cinema). Początkowo pracował jako krytyk filmowy i pisał książki o teorii kina. Od 1999 realizował filmy krótkometrażowe. Jego debiutem fabularnym był film A Cara que Mereces (2004).
Międzynarodowe uznanie zyskał filmem Tabu (2012), nawiązującym do portugalskiej przeszłości kolonialnej. Obraz miał swoją premierę w konkursie głównym na 62. MFF w Berlinie, gdzie zdobył Nagrodę FIPRESCI oraz Nagrodę im. Alfreda Bauera za innowacyjność.
Gomes kontynuował swoją dobrą passę trzyczęściowym filmem Tysiąc i jedna noc (2015), zaprezentowanym premierowo w ramach sekcji "Quinzaine des Réalisateurs" na 68. MFF w Cannes.